# Fossa di Laives
La fossa di Laives (Leiferergraben in tedesco) è un corso d'acqua artificiale che scorre interamente in provincia di Bolzano. È una fossa di drenaggio realizzata per bonificare la Bassa Atesina. Nasce poco a sud di Bolzano e scorre fino a sud di Laives: da quel punto prosegue come Fossa di Bronzolo.
Prende il nome dalla località di Laives, ma la fossa attraversa anche il territorio comunale di Vadena e Bolzano.
La fossa di Laives scorre quasi interamente fra i frutteti (perlopiù meleti) che caratterizzano la Bassa Atesina, e presenta diverse derivazioni irrigue.
Nel fosso sono presenti trote marmorate e trote iridee, ed è uno dei pochi fossati di fondovalle altoatesini dove quest'ultima specie è in grado di riprodursi, sebbene raramente.